# Sergio Zardini
Sergio Zardini (n. 22 noiembrie 1931, Torino, Italia – d. 22 februarie 1966, Lake Placid, North Elba⁠(d), New York, SUA) a fost un bober ce a reprezentat Italia, medaliat olimpic. A participat la o ediție a Jocurilor Olimpice (1964) în care a câștigat o medalie de argint.

## Participări
Lista de mai jos prezintă principalele competiții la care a participat Sergio Zardini de-a lungul carierei.
- bobsleigh at the 1964 Winter Olympics – two-man[*]